# Absorció (electromagnetisme)

Absorció de la radiació electromagnètica. En aquest exemple es fa servir la llum visible. Un feix blanc que emet llum de múltiples longituds d'ona, es focalitza en una mostra de parells (els colors complementaris s'indiquen per una línia de ratlles grogues) Els fotons en arribar a la molècula de la mostra la seva energia és absorbida per tal d'excitar la molècula. La transmissió d'altres fotons no es veu afectada, si la radiació es troba en la regió visible (400-700nm), la llum transmesa apareix en el color complementari. Comparant l'atenuació de la llum transmesa amb la incident, es pot obtenir un espectre d'absorció.

L'absorció en la física de la radiació electromagnètica és la manera per la qual l'energia d'un fotó l'agafa la matèria, típicament els electrons d'un àtom. D'aquesta manera, l'energia electromagnètica es transforma a altres formes d'energia per exemple, calor. L'absorció de la llum durant la propagació de les ones sovint s'anomena atenuació. Normalment, l'absorció d'ones no depèn de la seva intensitat (absorció linear), malgrat que en certes condicions (normalment en l'òptica), el medi canvia la seva transparència depenent de la intensitat de les ones que hi passen, i ocorre l'absorció saturable (o absorció no linear).

## Quantificació
Hi ha moltes maneres de quantificar com de ràpidament, amb quina efectivitat, és absorbida la radiació en un cert medi, per exemple:
- El coeficient d'absorció i algunes quantitats estretament derivades:
  - L'Extinció en astronomia equival al coeficient d'atenuació.
- Profunditat de penetració i efecte pel·licular,
- Constant de propagació, (amb la constant d'atenuació i constant de fase), i el nombre d'ona complex,
- Índex refractiu complex i el seu coeficient d'extinció,
- Absorbància (també anomenada "densitat òptica") i profunditat òptica són dues mesures relacionades del poder total de blocatge de llum d'un cert medi amb un cert gruix.
- Percentatge de la llum d'entrada que és absorbida.

## Mesura
L'absorbància d'un objecte quantifica quanta llum incident absorbeix (no tots els fotons s'absorbeixen, alguns són reflectits o refractats). Això pot estar relacionat amb altres propietats de l'objecte segons la Llei de Beer-Lambert.
El mesurament precís de l'absorbància, a moltes longituds d'ona, permet identificar una substància via espectroscòpia d'absorció.

## Aplicacions

Diagrama de la transmitància atmosfèrica de la Terra (o opacitat) a diverses longituds d'ona de radiació electromagnètica, incloent la llum visible.

Entre les moltes aplicacions del mesurament de l'absorció de la radiació electromagnètica es troben:
- En meteorologia i climatologia, les temperatures depenen en gran part de l'absorció de la radiació pels gasos atmosfèrics (com l'efecte hivernacle) i al sòl (per l'albedo).
- En medicina, els raigs X s'absorbeixen de forma diferent pels teixits (l'os en particular),i són la base per les imatges de raigs X.
- En química i ciència dels materials, permet identificar els materials.
- En òptica, es dissenyen les ulleres de sol, els filtres de colors, els tints i altres materials segons la seva absorció en les longituds d'ona de la llum visible.
- En biologia, els organismes fotosintètics requereixen que la llum de la longitud d'ona apropiada s'absorbeixi dins una zona activa dels cloroplasts, per convertir l'energia de la llum en energia química dins dels sucres i altres molècules.

## Absorció òptica en medis confinats
En estudiar l’absorció òptica en sistemes confinats per potencials estàtics s'utilitza l’anomenada regla d’or de Fermi per calcular les probabilitats de transició a causa de processos de dispersió produïts per una pertorbació.
Sota un camp magnètic, es pot escriure el moment lineal {\displaystyle {\hat {p}}\,} en funció del potencial vector {\displaystyle \mathbf {A} \,}, afegint un terme pertorbatiu a l'Hamiltonià del sistema. Utilitzant que el moment lineal i el potencial vector commuten en el gauge de Coulomb i negligint termes d’ordre quadràtic en el potencial vector, l'Hamiltonià es pot reescriure com:
{\displaystyle {\frac {1}{2m}}({\hat {p}}+e\mathbf {A} )^{2}+V\approx H_{0}+{\frac {e}{m}}\mathbf {A} \cdot {\hat {p}}=H_{0}+{\tilde {V}}}
on {\displaystyle H_{0}\,} és el hamiltonià d'una partícula lliure sotmesa a un potencial {\displaystyle V\,}, {\displaystyle {\tilde {V}}\,} és la pertorbació, {\displaystyle m\,} és la massa de la partícula sotmesa al camp magnètic i {\displaystyle e\,} és la càrrega de l’electró.
L’absorció {\displaystyle \alpha (\omega )\,} deguda a l’excitació d’un electró des de l’estat inicial {\displaystyle i\,} a l’estat final {\displaystyle f\,} es defineix com el nombre de fotons absorbits normalitzat respecte el nombre de fotons incidents. És a dir,
{\displaystyle \alpha (\omega )={\frac {R_{fi}}{\phi _{0}\Omega }}}
on {\displaystyle \phi _{0}\,} és el flux de fotons incident i {\displaystyle \Omega \,} és el volum sobre el que es normalitza l’absorció.
Es pot demostrar que, calculant la regla d’or de Fermi per la pertorbació causada pel camp magnètic, l’absorció serà proporcional a tres termes:
{\displaystyle \alpha (\omega )\propto |e\cdot p_{cv}(0)|^{2}\cdot |\langle \xi _{f}|\xi _{i}\rangle |^{2}\cdot DOS_{opt}}
- El producte del vector de polarització {\displaystyle e\,}, que apareix en expressar el potencial vector com {\displaystyle A=|A|e\,}, i la matriu d’interacció dipolar {\displaystyle p_{cv}(0)\,}, la qual es pot interpretar com una integral que inclou funcions d'ona de Bloch i el moment lineal.
- El solapament de les funcions d’ona envolvents {\displaystyle \langle \xi _{f}|\xi _{i}\rangle \,}, que tenen un paper fonamental a l’hora de reduir la dimensionalitat del sistema i en introduir efectes de confinament.
- La densitat òptica d’estats {\displaystyle DOS_{opt}\,}.